# Sybil Carmen
Pour les articles homonymes, voir Carmen.
Carmen Regina Revnes (née Attkisson ; 23 décembre 1896  - 14 avril 1929), connue professionnellement sous le nom de Sybil Carmen, est une actrice, danseuse et Ziegfeld Girl américaine.

## Jeunesse
Carmen Regina Attkisson, nait le 23 décembre 1896 à Parkersburg, Virginie-Occidentale. Elle est la fille de Russell Attkisson et Agnes Gertrude Attkisson (née Haggerty, 1875–1952). Elle grandit à Pittsburgh, Pennsylvanie et a fréquenté l'école publique de Bellefield. Elle a deux frères, Charles et Edgar, et une sœur, Dagmar. Elle déménage à New York pour poursuivre une carrière de danseuse.

## Carrière

Sybil Carmen dans son costume de "balloon girl" pour Ziegfeld Midnight Frolic, d'après une publication de 1916.

Carmen apparait à Broadway dans deux productions de Florenz Ziegfeld Jr.  Elle est l'une des interprètes principales de Ziegfeld Midnight Frolic de 1915 en tant que " balloon girl ", partageant l'affiche avec Les Dolly Sisters, Will Rogers, Eddie Cantor et Olive Thomas, ;  et elle revient en tant qu'actrice principale dans les Ziegfeld Girls de 1920, à l'affiche avec Fanny Brice, WC Fields et Lillian Lorraine,; En 1918, elle est dans une revue au Century Grove. Elle joue dans deux films muets, A Romance of the Underworld en 1918 et Experience en 1921,, deux films perdus.

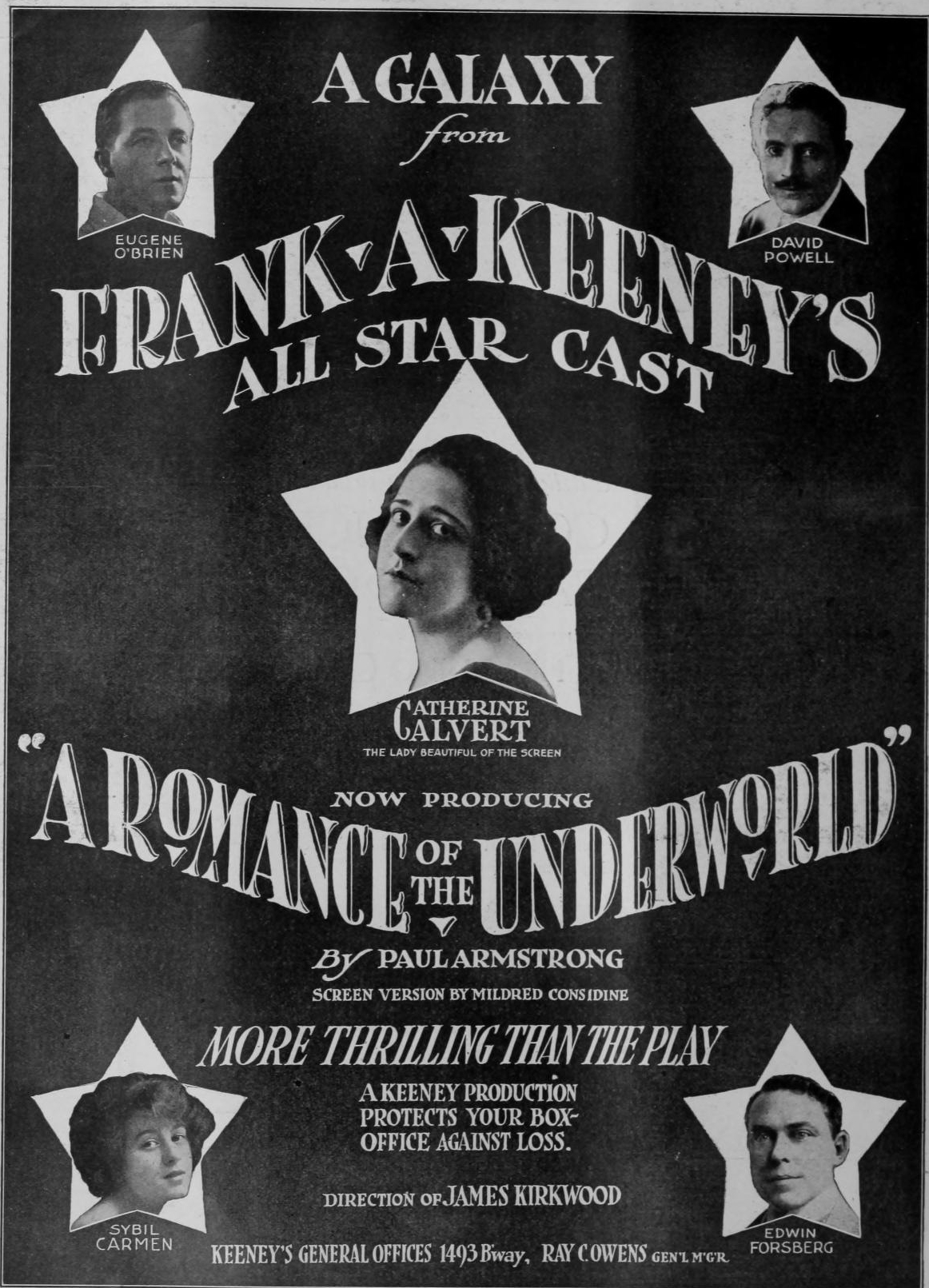
Affiche pour Romance of the Underworld (1918); La photographie de Sybil Carmen est dans l'étoile en bas à gauche

## Vie privée
Sybil Carmen épouse l'écrivain et réalisateur Maurice Sydney Revnes, le 8 septembre 1919; en 1926, ils déménagent à Paris où Maurice Revnes représente Pathé. Ils ont deux enfants, un fils Richard (1923–1990) et une fille Carmen (née en 1921),.  Elle décide de quitter le show business pour se consacre à sa famille. 
Le 14 avril 1929 à 19h30, Sybil Carmen meurt d'une pneumonie au 8 rue Quentin-Bauchart à Paris,,. Elle est incinérée le 20 avril 1929 et ses cendres sont dispersées à New York.